# Åke Sandström
Åke Emanuel Sandström, född 24 maj 1940 i Vännäs landskommuns kyrkobokföringsdistrikt i Västerbottens län, är en svensk politiker (centerpartist). Han var ordinarie riksdagsledamot 1998–2002 och statsrådsersättare i riksdagen 2006–2010 för Västerbottens läns valkrets.
I riksdagen var Sandström ledamot i näringsutskottet 1998–2002 och ledamot i skatteutskottet 2006–2009. Han var även suppleant i miljö- och jordbruksutskottet, näringsutskottet och skatteutskottet.